# Lambert Lemme
Lambert Lemme (* 16. Jahrhundert in Herzfeld; † 9. Juni 1610 in Liesborn) war von 1601 bis 1610 Abt des Benediktinerklosters Liesborn.

## Leben
Lambert Lemme stammte aus der Bauernschaft Kesseler, Hof Lemme, in Herzfeld. Erstmals wird Lemme in einer Urkunde von 1572 erwähnt: Der Besitzer des Hofs Lemme, Dietrich von Ketteler zu Hovestadt, Amtmann zu Östinghausen, ließ den Hörigen Lambert Lemme frei.
In der Abtei ist er seit 1582 nachweisbar, er scheint aber vor seiner Wahl zum Abt 1601 keine Ämter bekleidet zu haben. Bei der Abtwahl gab es keine Einstimmigkeit für Lemme. Wie unter seinem Vorgänger Johannes Rodde gab es unter Lemme Auseinandersetzungen mit dem Domkapitel. Aufgrund von finanziellen Schwierigkeiten des Klosters, die vor der Regierungszeit Lemmes entstanden waren, verkaufte Lemme mehrere Güter. Auch eine intensive Schweinezucht sollte die Schulden mindern. Trotzdem konnte der wirtschaftliche Niedergang des Klosters nicht aufgehalten werden und gegen Ende der Amtszeit Lemmes waren die Schulden auf 25.000 Taler gestiegen. Lambert Lemme starb am 8. Juni 1610 in geistiger Schwachheit.